# Mario Bellini

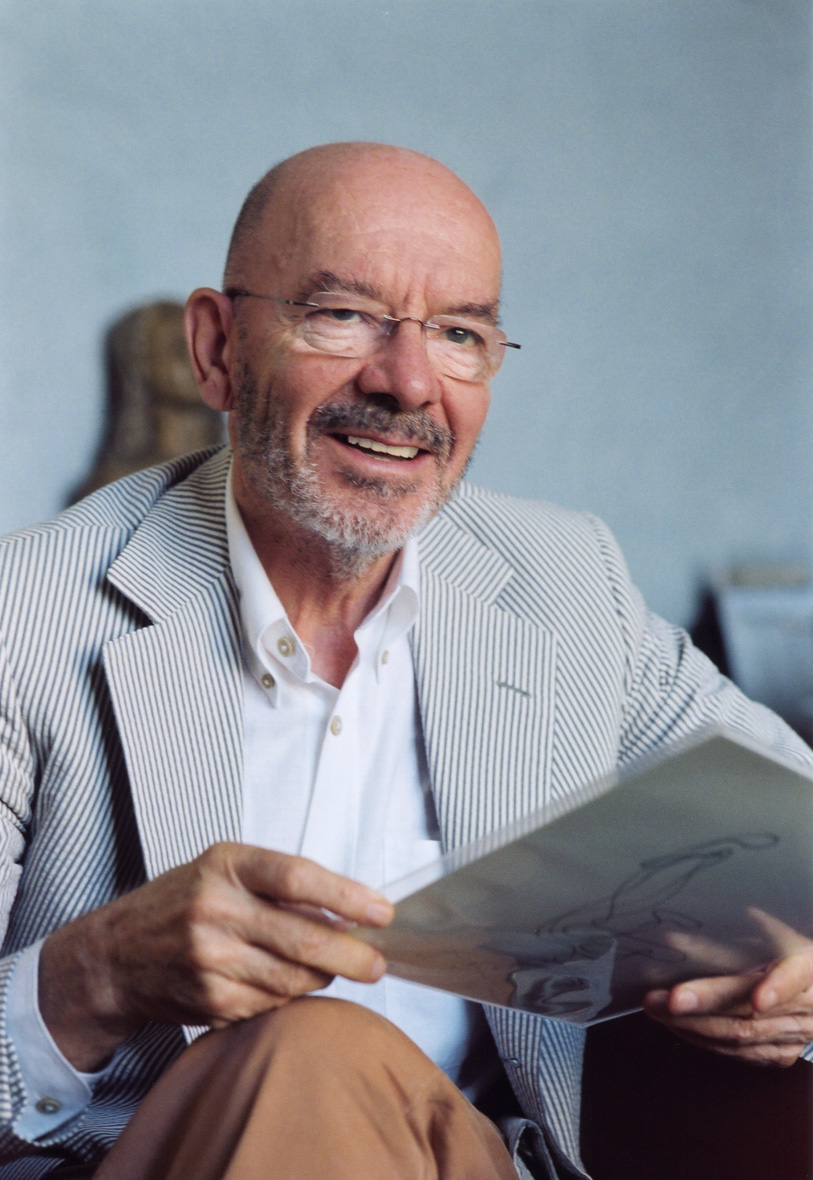
Mario Bellini (2007)

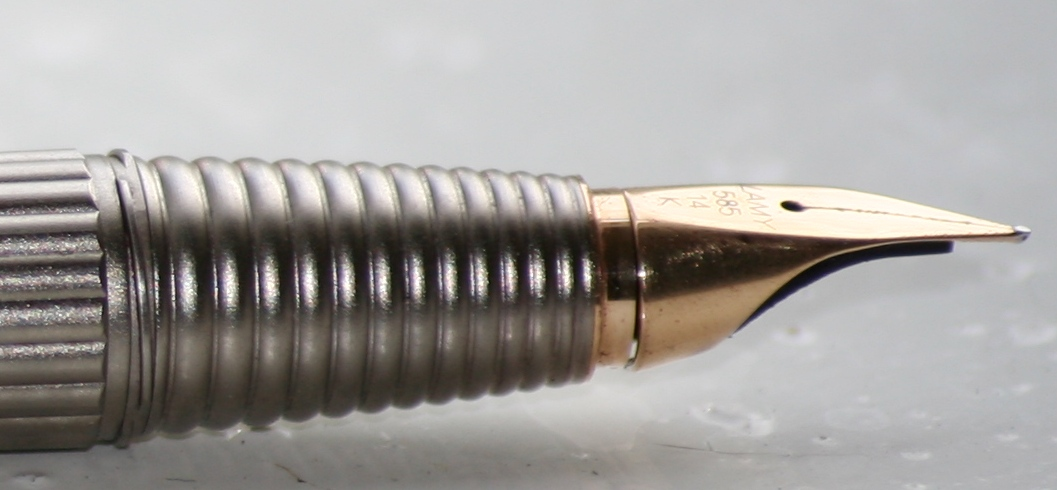
Lamy Persona
(1990, hergestellt bis 2004)

Louvre, Abteilung Islamische Kunst (2011/2012)

Mario Bellini (* 1. Februar 1935 in Mailand) ist ein italienischer Designer und Architekt.

## Werdegang
Er schloss sein Architekturstudium im Jahr 1959 am Polytechnikum Mailand ab. Bei Olivetti war er Chefdesigner, 1973 eröffnete er ein eigenes Büro. 1978 und 1983 war er Designberater für Renault, 1982 Professor an der Hochschule für angewandte Kunst in Wien, 1986 – 1991 Chefredakteur der Zeitschrift „Domus“ und Professor an der Domus Academy in Mailand. Bellini ist weltweit auch durch die Planung und Ausführung von Bau- und Sanierungsprojekten bekannt.

## Produktdesign
Als Gestalter war Bellini u. a. für den italienischen Elektrogerätehersteller Brionvega, den italienischen Büromaschinenhersteller Olivetti (z. B. etwa 1965 Olivetti Programma 101), Artemide, B&B Italia,  Vitra, Rosenthal (etwa 1980er Jahre), für einige HiFi-Geräte von Yamaha und den deutschen Schreibgerätehersteller Lamy (Persona, 1990) tätig. 1980 gestaltete er das Armaturenbrett der Limousine Lancia Beta Trevi, 1985 für ERCO den an der Bühnentechnik orientierten Strahler Eclipse.
Etwa 2012 gestaltete er mit seinem Sohn Claudio Bellini den Bürostuhl Headline für Vitra.
Im Jahr 2020 gab es einen Relaunch seiner erweiterbaren Couch Camaleonda aus dem Jahr 1970: Anstelle des damaligen Bezugsstoffes erhält sie einen Bezug, der zu 100 Prozent aus alten PET-Flaschen besteht.

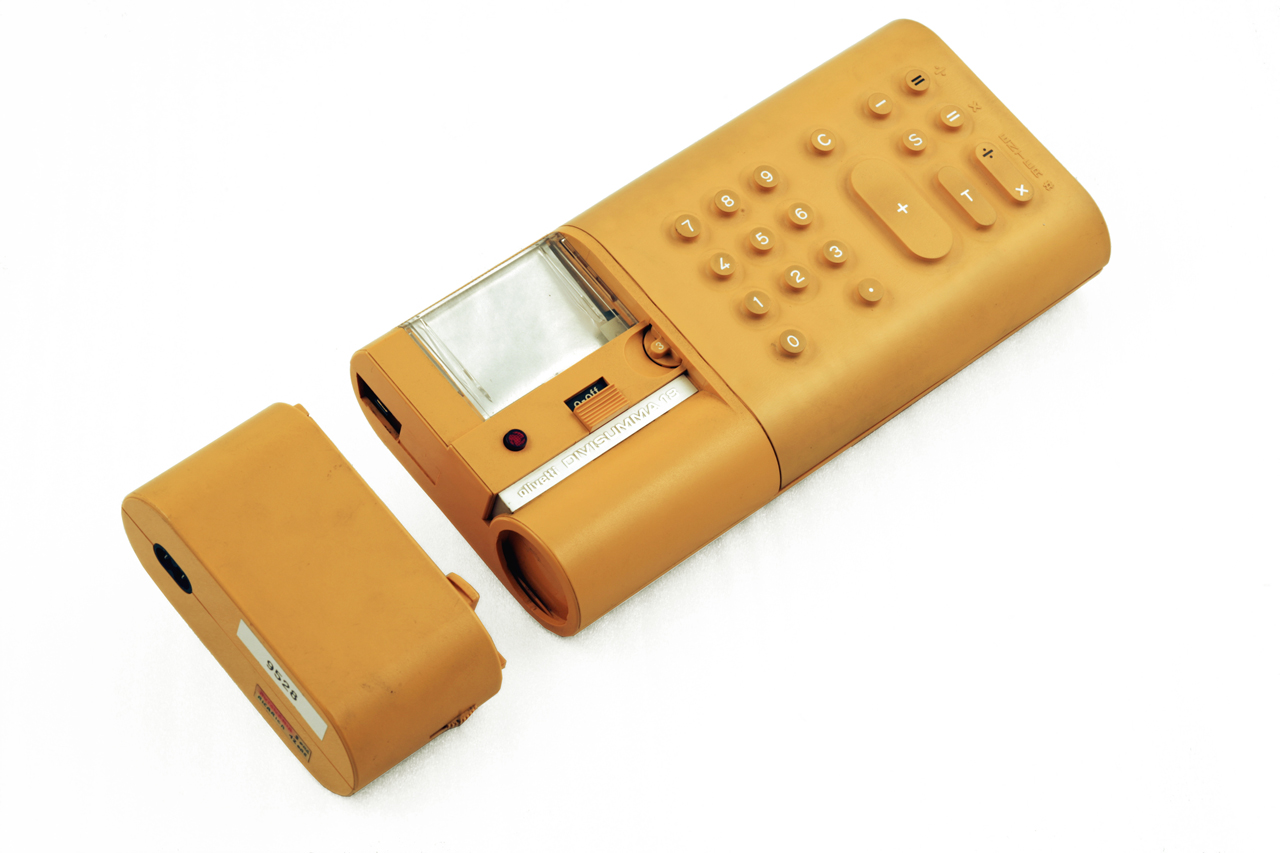
Olivetti Divisumma 18, Taschenrechner 1973
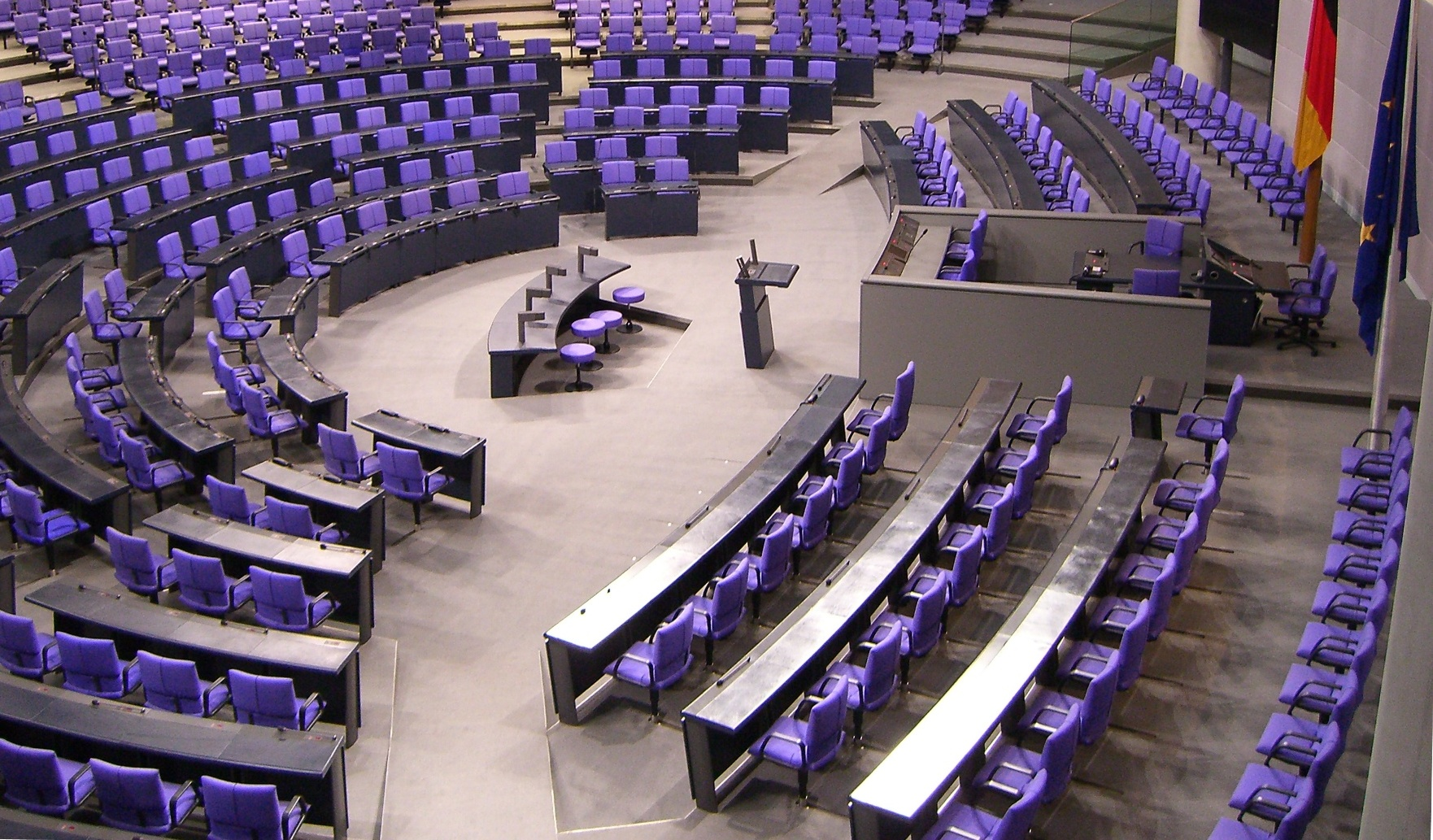
Vitra Figura Reichstags-Blue im Deutschen Bundestag (2010), (Stuhlentwurf 1979–1984)
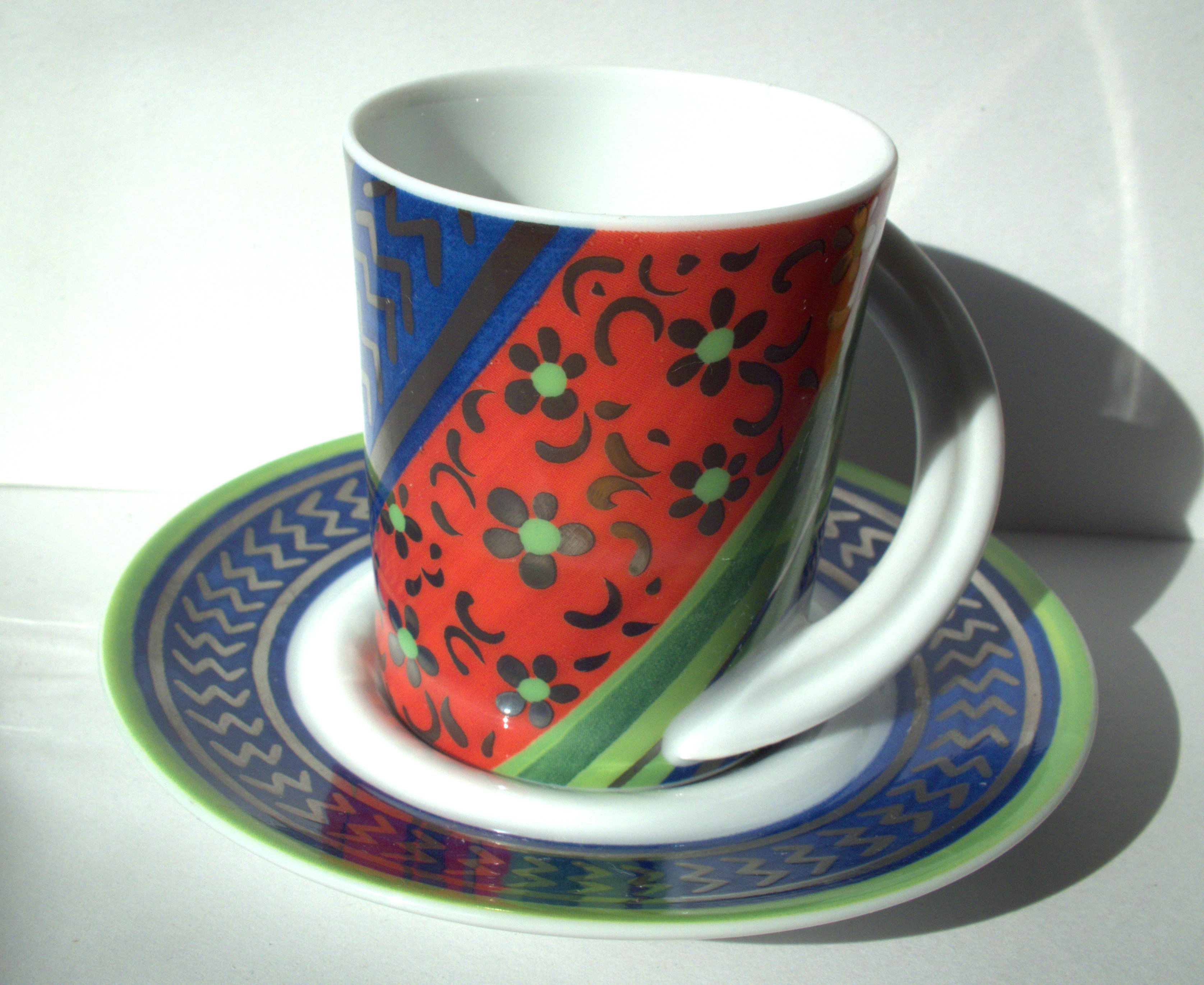
Form Rosenthal Cupola, hier als Espressotasse

## Werke als Architekt ab 1987 (Auswahl)
- Yokohama Business Patk, Yokohama, Japan (1987–1991)
- Natuzzi Americas Headquarters, High Point, North Carolina, USA (1996–1998)
- Messe Essen: Erweiterung der Ausstellungsflächen und Neuplanung des Gruga-Parks (1997–2001)
- National Gallery of Victoria, Melbourne, Victoria, Australien, Erweiterung und Umbau (1999–2003)
- Deutsche Bank, Frankfurt am Main: Sanierung und Modernisierung der Hauptverwaltung (Türme, 2008–2011)[6][13][14]
- Louvre, Paris: zusammen mit Rudy Ricciotti Erweiterungsbau für die Abteilung Islamische Kunst (2011/2012)[15]

## Ausstellungen (Auswahl)
- 2003: Mario Bellini: Architect and Designer. National Gallery of Victoria, Melbourne. Katalog.
- 1996: Urban Islands. Architectural Works of Mario Bellini, 1985–1995. Royal Institute of British Architects, London
- 1987: Mario Bellini. Designer. Museum of Modern Art, New York City Katalog
- Berlin morgen: Ideen für das Herz einer Großstadt. (Gemeinschaftsausstellung)

## Auszeichnungen
- Compasso d’Oro (acht Mal)[16]